# Patryk Tuszyński
Patryk Tuszyński (* 13. Dezember 1989 in Syców) ist ein polnischer Fußballspieler.

## Karriere

### Verein
Tuszyński durchlief die Nachwuchsabteilungen von Marcinki Kępno und Gawin Królewska Wola und startete beim Letzterem 2007 seine Profikarriere. Nach diesem Verein spielte er für eine Reihe von polnischen Vereinen, u. a. für Lechia Gdańsk und Jagiellonia Białystok. Zur Spielzeit 2014/15 wechselte er in die türkische Süper Lig zu Çaykur Rizespor. Nach dem verfehlten Klassenerhalt mit diesem Klub, verließ Tuszyński ihn im Sommer 2017. 2017 wechselte Tuszyński ablösefrei zum Polnischen Erstligisten Zagłębie Lubin. In der Winterpause 2019/20 schloss er sich erst dem Ligarivalen Piast Gliwice und sechs Monate später Wisła Płock an. Seit dem Sommer 2022 steht der Mittelfeldspieler nun beim Zweitliga-Aufsteiger Chojniczanka Chojnice unter Vertrag.

### Nationalmannschaft
Am 16. Juni 2015 stand Tuszyński zwar im Aufgebot der polnischen A-Nationalmannschaft beim Testspiel gegen Griechenland (0:0), wurde aber von Trainer Adam Nawałka nicht eingesetzt.